# Ana Carolina Ugarte
Ana Carolina Ugarte   (Maturín, 7 de març de 1992) és una model i reina de bellesa veneçolana titular de Miss Món Veneçuela 2017, i qui va ser la representant d'aquest país en el Miss Món 2017.

## Biografia
Ugarte va néixer a Maturín, estat Monagas, el 7 de març de 1992.
El 2013, va participar en el Miss Veneçuela, representant al seu natal estat Monagas, on va competir amb altres 25 candidates representants de diversos estats de país. A la Gala Interactiva d'aquest concurs, va obtenir la banda de Miss Elegància.
Ugarte va fer estudis en Administració d'Empreses a la Universitat Gran Mariscal d'Ayacucho. Actualment s'exerceix en l'àrea administrativa de la Fundació Amics de l'Infant amb Càncer.

## Miss Món 2017
Des de 2013, la representant veneçolana per a participar al concurs Miss Món s'escollia al certamen Miss Món Veneçuela. No obstant això, el 2016 i 2017 aquest certamen no es va realitzar a causa de la crisi econòmica, política i social que afronta Veneçuela, per tal motiu, Osmel Sousa (President de l'Organització Miss Veneçuela) va decidir designar Ugarte (per mitjà d'un càsting intern a l'Organització Miss Veneçuela) com la representant del país a la 66a edició del certamen mundial, que es va dur a terme el 18 de novembre de 2017 a Sanya (Xina), on es va classificar en les 40 finalistes.